# Patrick Yazbek
Patrick Yazbek (Liverpool, 2002. április 5. –) ausztrál korosztályos válogatott labdarúgó, a norvég Viking középpályása.

## Pályafutása

### Klubcsapatokban
Yazbek az ausztráliai Liverpool városában született. Az ifjúsági pályafutását a Sydney akadémiájánál kezdte.
2021-ben mutatkozott be a Sydney első osztályban szereplő felnőtt keretében. 2023. február 21-én négyéves szerződést kötött a norvég első osztályban érdekelt Viking együttesével. Először a 2023. április 10-ei, Rosenborg ellen 1–0-ra elvesztett mérkőzésen lépett pályára. Első gólját 2023. április 15-én, a Lillestrøm ellen hazai pályán 2–0-ás győzelemmel zárult találkozón szerezte meg.

### A válogatottban
Yazbek tagja volt az ausztrál U23-as korosztályú válogatottnak.

## Statisztikák
2023. április 15. szerint
| Klub     | Szezon   | Osztály     | Bajnokság | Bajnokság | Kupa  | Kupa | Nemzetközi | Nemzetközi | Összesen | Összesen |
| Klub     | Szezon   | Osztály     | Meccs     | Gól       | Meccs | Gól  | Meccs      | Gól        | Meccs    | Gól      |
| -------- | -------- | ----------- | --------- | --------- | ----- | ---- | ---------- | ---------- | -------- | -------- |
| Sydney   | 2021–22  | A-League    | 14        | 1         | 4     | 0    | —          | —          | 18       | 1        |
| Sydney   | 2022–23  | A-League    | 14        | 0         | 3     | 0    | 7          | 0          | 24       | 0        |
| Sydney   | Összesen | Összesen    | 28        | 1         | 7     | 0    | 7          | 0          | 42       | 1        |
| Viking   | 2023     | Eliteserien | 2         | 1         | 2     | 0    | —          | —          | 4        | 1        |
| Összesen | Összesen | Összesen    | 30        | 2         | 9     | 0    | 7          | 0          | 46       | 2        |